# Họ Cá mú
Họ Cá mú hay họ Cá song (danh pháp khoa học: Serranidae, đồng nghĩa: Grammistidae) là một họ lớn chứa các loài cá thuộc về bộ Cá vược (Perciformes). Họ này chứa khoảng 555 loài dạng cá mú trong 75 chi, như cá vược đen (Centropristis striata) và các loài cá mú (phân họ Epinephelinae).

## Môi trường sống
Nhiều loài trong họ này tươi màu. Nhiều loài có kích thước lớn được đánh bắt để làm thực phẩm ở quy mô thương mại. Chúng thông thường được tìm thấy trên các bãi đá ngầm (các rạn đá), trong các vùng nước nhiệt đới, cận nhiệt đới và ôn đới dọc theo các bờ biển. Một số loài cũng tiến vào các vùng nước ngọt.

## Đặc điểm
Kích thước các loài trong họ dao động từ nhỏ như ở Serranus subligarius với chiều dài chỉ khoảng 10 cm (3,9 in) cho tới cá mú khổng lồ (Epinephelus lanceolatus) dài tới 270 cm (110 in) và cân nặng tới 400 kg (880 lb).
Nắp mang có 3 gai - một gai chính với hai gai phụ trên và dưới nó. Đường bên hoàn hảo và liên tục, không kéo dài tới vây đuôi (thiếu ở một loài). Vây lưng có thể khía hình chữ V, với 7-12 gai. Vây hậu môn có 3 gai. Vây đuôi thông thường thuôn tròn, cụt hay hình lưỡi liềm; hiếm khi chẻ. Đỉnh hàm trên lộ ra ngay cả khi miệng khép lại. Không có nhú nách chậu dạng vảy. Vây chậu có 1 gai và 5 tia mềm. Thường có 7 tia nắp mang. Đốt sống 24-26.
Cá trong họ Serranidae nói chung có thân hình mập chắc, với miệng to và các gai nhỏ trên các nắp mang. Nói chung chúng có vài hàng răng nhọn, thông thường với một cặp răng to giống như răng nanh mọc ở hàm dưới.
Tất cả các loài trong họ này đều là động vật ăn thịt. Mặc dù một số loài, cụ thể là trong phân họ Anthiadinae, chỉ ăn động vật phù du, nhưng phần lớn các loài ăn cá và động vật giáp xác. Nói chung chúng là động vật sống đáy, săn mồi kiểu phục kích, ẩn mình trong các rạn đá và phóng ra để chộp con mồi bơi lội ngang qua. Màu sắc tươi sáng của chúng có lẽ là một dạng ngụy trang gây nhiễu, tương tự như các vằn ở hổ.
Nhiều loài là lưỡng tính cái trước, với khởi đầu là cá cái và thay đổi giới tính thành cá đực ở nửa sau của vòng đời của chúng. Chúng đẻ một lượng lớn trứng và ấu trùng của chúng là các sinh vật phù du, nói chung trôi nổi theo các dòng chảy của đại dương cho đến khi chúng đủ lớn để có thể di chuyển thành đàn.
Phần lớn các loài trong phân họ Anthiinae là cá nhỏ màu sắc sặc sỡ ăn sinh vật phù du, với thức ăn chủ yếu là là động vật giáp xác nhỏ và trứng cá. Chúng thay đổi giới tính từ cá cái thành cá đực đầu đàn. Dù có màu sắc sặc sỡ nhưng do cần động vật phù du làm thức ăn nên chúng không phù hợp để nuôi trong các bể cá cảnh. Phân họ Grammistinae được gọi như vậy là do độc tố trên da có vị đắng là grammistin.
Các loài trong họ cá này chứa chấp nhiều loài động vật ký sinh, bao gồm giun tròn, sán dây, sán lá hai giác mút, sán lá một giác mút, động vật chân đều và động vật chân kiếm. Một nghiên cứu tiến hành tại New Caledonia chỉ ra rằng các loài cá mú sống trong rạn san hô chứa khoảng 10 loài động vật ký sinh trên mỗi loài cá.

## Phân loại
- Phân họ Anthiinae (đồng nghĩa: Anthiadinae): 221 loài.
  - Acanthistius
  - Anatolanthias
  - Anthias
  - Baldwinella[7]
  - Caesioperca
  - Caprodon
  - Choranthias[7]
  - Dactylanthias
  - Epinephelides
  - Giganthias
  - Hemanthias
  - Holanthias
  - Hypoplectrodes
  - Lepidoperca
  - Luzonichthys
  - Meganthias
  - Nemanthias
  - Odontanthias
  - Othos
  - Plectranthias
  - Pronotogrammus
  - Pseudanthias
  - Rabaulichthys
  - Sacura
  - Selenanthias
  - Serranocirrhitus
  - Tosana
  - Tosanoides
  - Trachypoma
- Phân họ Epinephelinae: 164 loài (cá mú)
  - Aethaloperca
  - Alphestes
  - Anyperodon
  - Cephalopholis
  - Cromileptes
  - Dermatolepis
  - Epinephelus
  - Gonioplectrus
  - Gracila
  - Hyporthodus
  - Mycteroperca
  - Paranthias
  - Plectropomus
  - Saloptia
  - Triso
  - Variola
- Phân họ Grammistinae: 34 loài.
  - Aporops
  - Aulacocephalus
  - Belonoperca
  - Grammistes
  - Grammistops
  - Pogonoperca
  - Pseudogramma
  - Rypticus
  - Suttonia
- Phân họ Liopropomatinae: 37 loài.
  - Bathyanthias
  - Jeboehlkia
  - Liopropoma
  - Rainfordia
- Phân họ Serraninae: 94 loài.
  - Bullisichthys
  - Centropristis
  - Chelidoperca
  - Cratinus
  - Diplectrum
  - Dules
  - Hypoplectrus
  - Paralabrax
  - Parasphyraenops
  - Schultzea
  - Serraniculus
  - Serranus
  - Zalanthias
- Diploprioninae: 2 loài.
  - Diploprion
- Niphoninae: 1 loài.
  - Niphon: Có thể thuộc họ riêng của chính nó là Niphonidae.[8][9][10][11]
- incertae sedis (không chắc chắn)
  - Caesioscorpis: Xếp trong họ riêng là Caesioscorpididae.[12]
  - Hemilutjanus: Xếp trong họ riêng là Hemilutjanidae.[12]
  - †Palaeoperca

Các phân loại phân tử gần đây thách thức tính hợp lệ của các chi Cromileptes (đôi khi viết là Chromileptes) và Anyperodon. Mỗi chi này chỉ chứa 1 loài, và chúng nằm trong cùng nhánh với các loài Epinephelus trong một nghiên cứu sử dụng 5 gen khác nhau.

## Thư viện ảnh

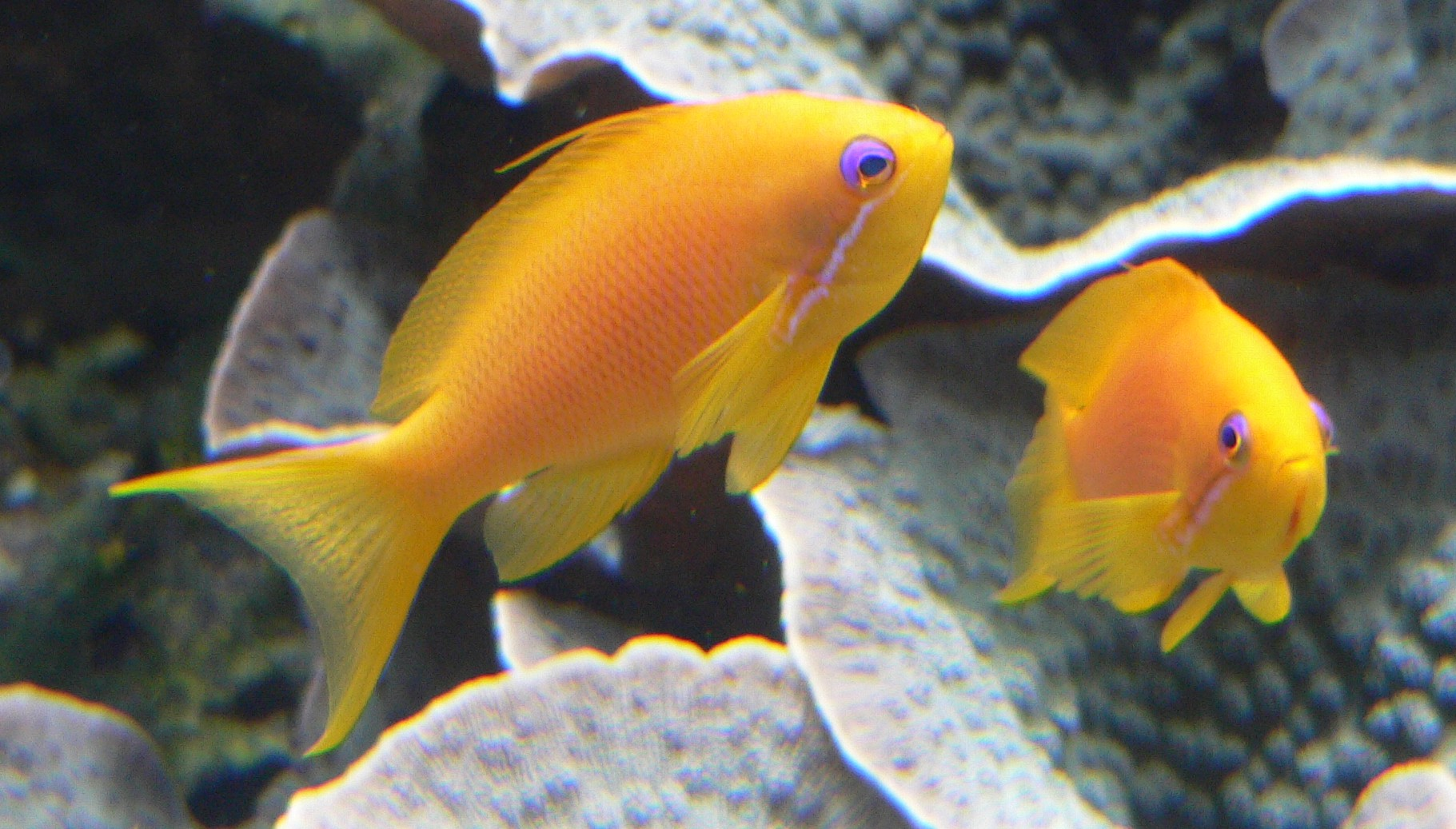
Pseudanthias squamipinnis
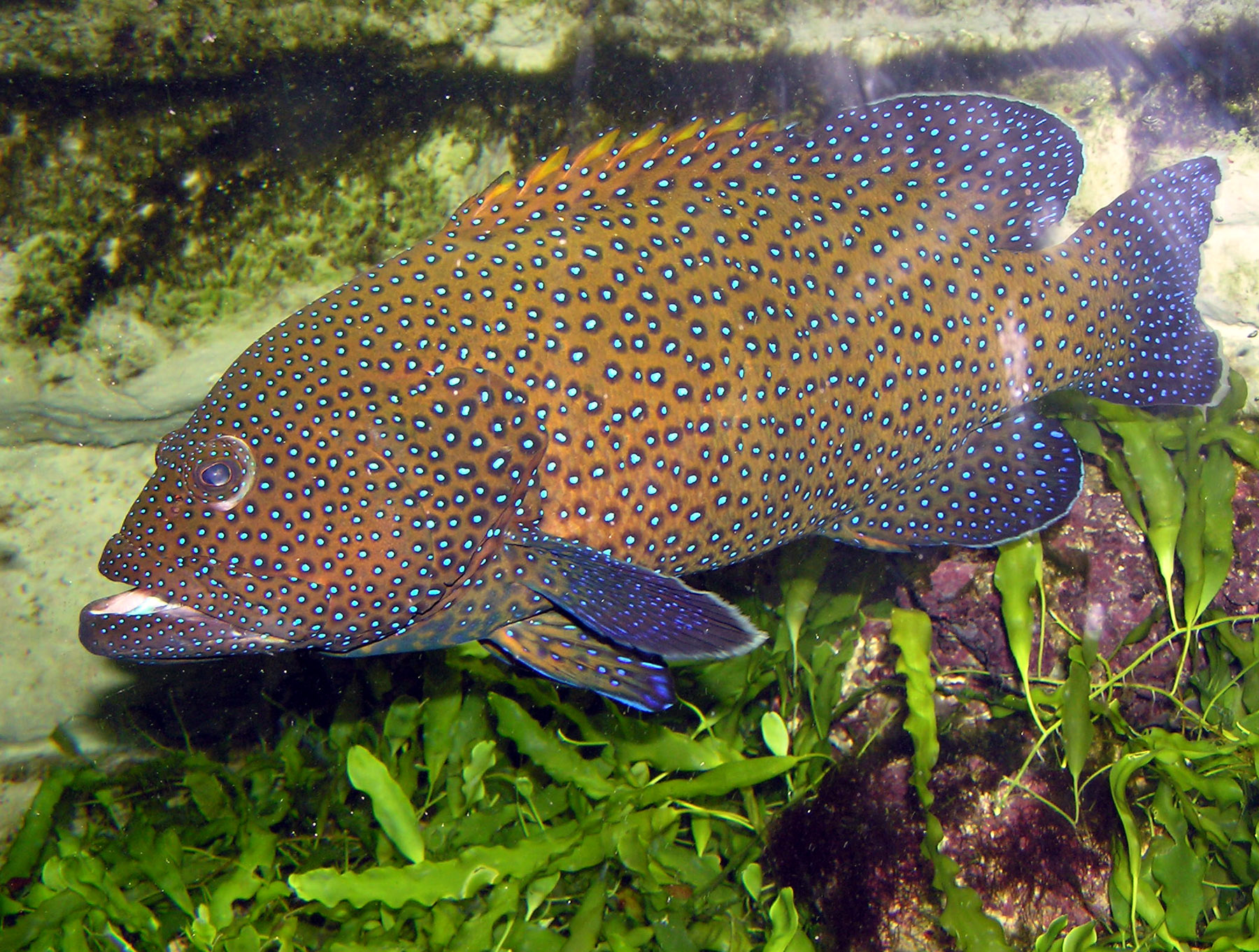
Cá mú đốm lam, Cephalopholis argus
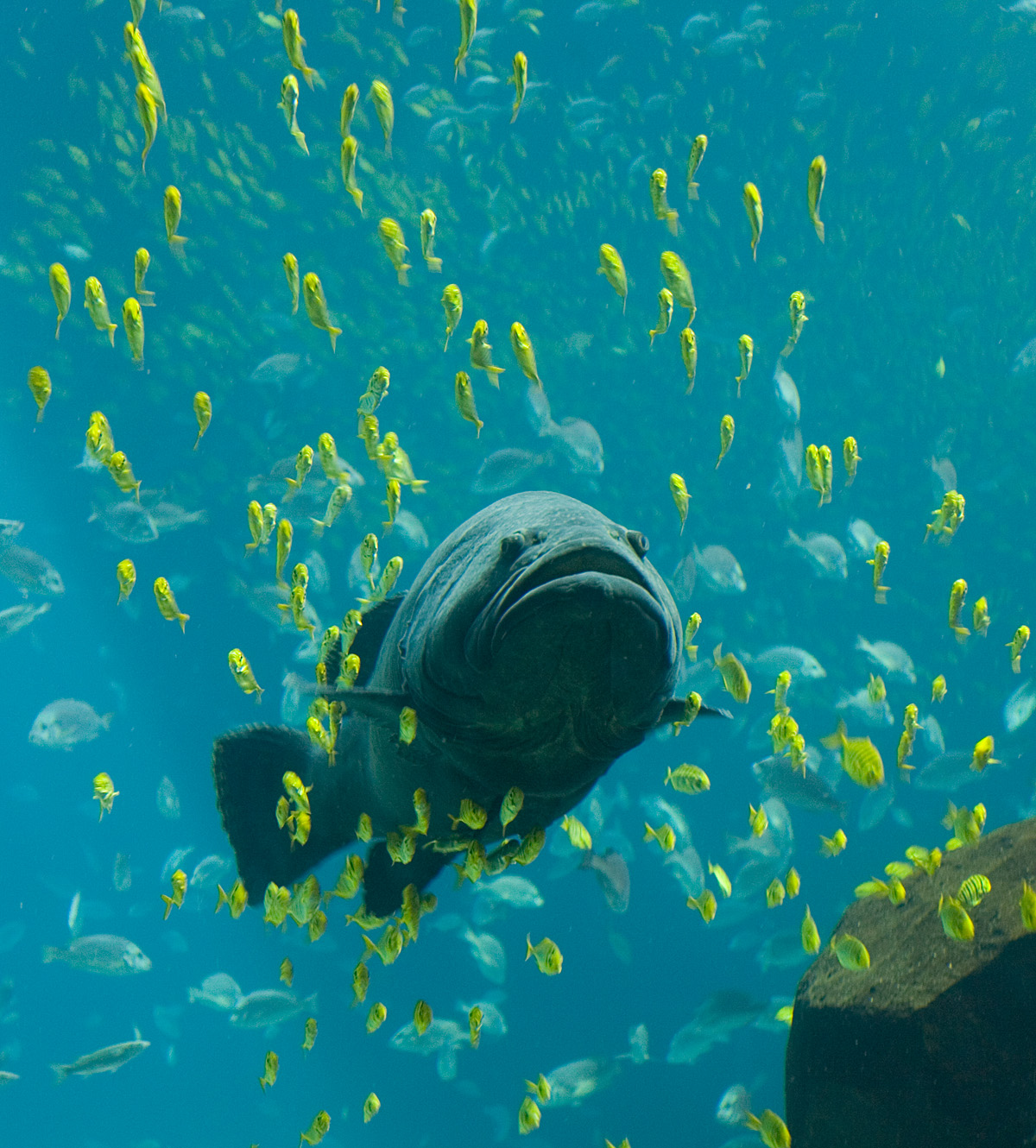
Cá mú nghệ, Epinephelus lanceolatus
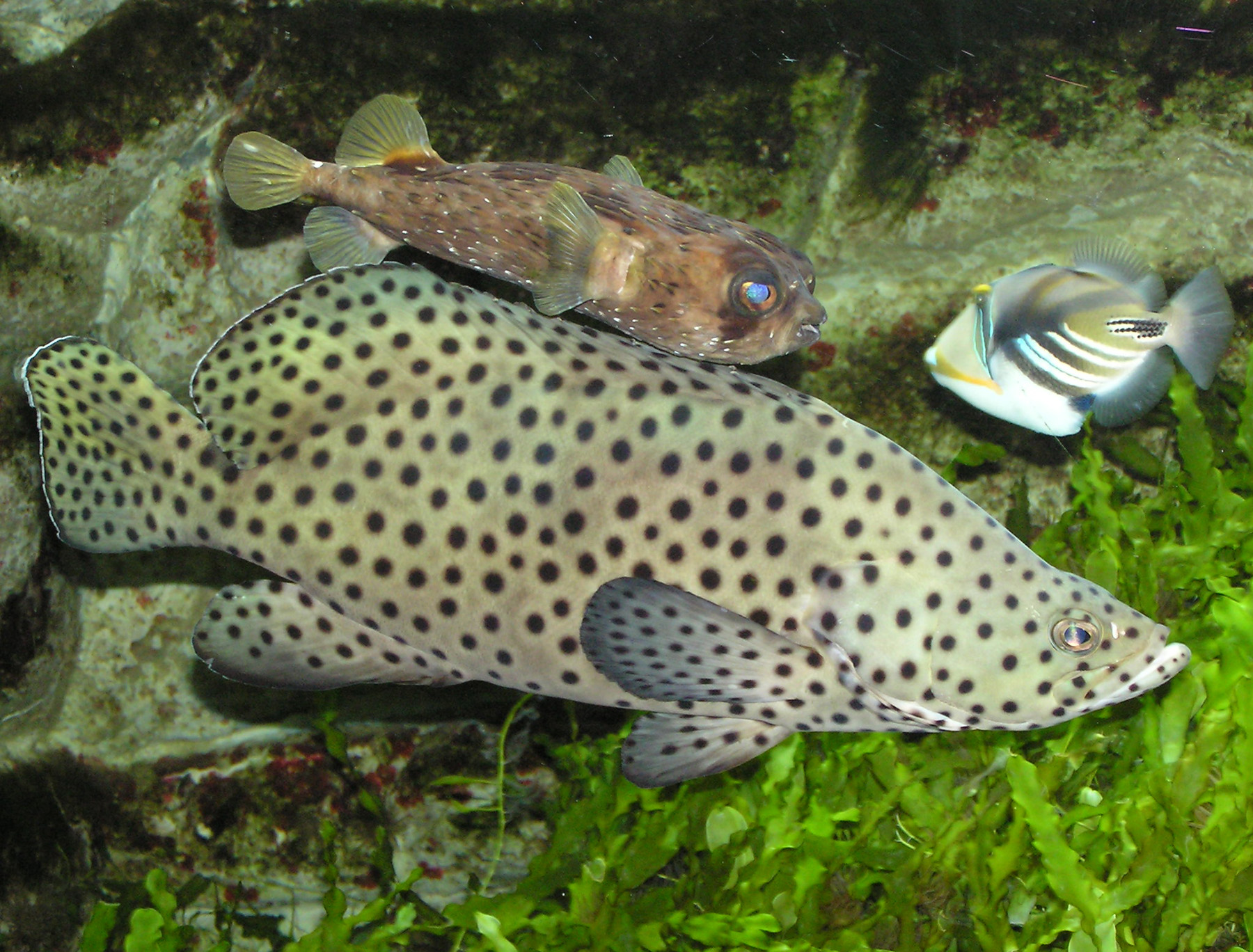
Cá mú chuột, Cromileptes altivelis